# Emmersdorf (Johanniskirchen)
Emmersdorf ist ein Ortsteil von Johanniskirchen im niederbayerischen Landkreis Rottal-Inn.

## Lage
Emmersdorf liegt im Sulzbachtal an der Staatsstraße 2108 etwa fünf Kilometer nordöstlich von Johanniskirchen.

## Geschichte
Vom 11. bis zum 14. Jahrhundert beherrschte das Geschlecht der Grafen von Hals im unteren Sulzbachtal vom Burg Guteneck aus sowohl Johanniskirchen als auch Emmersdorf.
Emmersdorf gehörte später zum Teil zur Obmannschaft Unterkollbach und zur Hofmark Pörndorf. 1810 wurde der Steuerdistrikt Emmersdorf gebildet, aus dem das Patrimonialgericht Emmersdorf hervorging. Die Gemeinde kam 1862 vom Landgericht Pfarrkirchen zum neu gebildeten Landgericht Arnstorf. 1946 wurde sie mit der Gemeinde Eggersdorf vereinigt, der Gemeindename wurde Emmersdorf.
In kirchlicher Hinsicht als Filiale der Pfarrei Uttigkofen excurrendo pastoriert, wurde Emmersdorf 1897 Expositur und 1904 Pfarrei.
Am 1. Juli 1972 gelangte Emmersdorf im Zuge der Gebietsreform in Bayern zu Johanniskirchen.

## Sehenswürdigkeiten
- Die neubarocke Pfarrkirche St. Stephanus wurde 1911 nach Plänen von Michael Kurz anstelle einer baufälligen spätgotischen Kirche erbaut. Die Ausstattung ist vorwiegend barock.

## Bildung und Erziehung
- Grundschule Emmersdorf

Die Grundschule Emmersdorf wurde mit der Hauptschule Johanniskirchen zusammengelegt.

## Vereine
- Bayerischer Bauernverband Emmersdorf
- Bräuschützen Emmersdorf
- Eisschützen Emmersdorf
- Freiwillige Feuerwehr Emmersdorf
- FSV Emmersdorf
- Kath. Frauenbund Emmersdorf
- Krieger- u. Soldatenverein Emmersdorf
- Löwen-Fan-Club Emmersdorf
- MSC Emmersdorf
- Pfarr-Caritasverein Johanniskirchen-Emmersdorf e.V.
- VDK Emmersdorf